# Here I Am (canción de Air Supply)
«Here I Am (Just When I Thought I Was Over You)» es una canción escrita y grabada por primera vez por Norman Saleet y lanzada como sencillo en 1980 por RCA Records. Fue grabada al año siguiente por el dúo británico/australiano de soft rock Air Supply y lanzada como el segundo sencillo de su sexto álbum de estudio The One That You Love.
La versión de Air Supply fue lanzada como sencillo en agosto de 1981, y alcanzó el número 5 en la lista Billboard Hot 100 en noviembre de ese año, permaneciendo en el top 40 durante 15 semanas. La canción también pasó tres semanas en la cima de la lista Billboard Adult Contemporary.

## Posicionamiento en listas
| Lista (1981)                        | Máxima posición |
| ----------------------------------- | --------------- |
| Australia Kent Music Report         | 43              |
| Canadá (RPM Adult Contemporary)     | 5               |
| Estados Unidos (Billboard Hot 100)  | 5               |
| Estados Unidos (Adult Contemporary) | 1               |
| Estados Unidos (Cash Box Top 100)   | 5               |

## Personal
- Russell Hitchcock - voz
- Graham Russell - voz, guitarra